# 埃纳尔·卡尔松 (足球运动员)
埃纳尔·卡尔松（瑞典語：Einar Karlsson，1909年8月1日—1967年10月23日），瑞典男子足球运动员，司职前锋，1935年完成国家队首秀。他曾代表瑞典国家队参加1938年国际足联世界杯，结果队伍获得第四名。